# غافيريا
بلدية غافيريا (بالإسبانية: Gaviria) هي بلدية تقع في مقاطعة غيبوثكوا التابعة لمنطقة إقليم الباسك شمال إسبانيا.

## الديموغرافيا
بلغ عدد سكان بلدية غافيريا 493 نسمة عام 2011 (وفقاً للمعهد الوطني للإحصاء الإسباني).
| 428 | 434 | 426 | 420 | 434 | 474 | 493 |